# Pureesoep
Een pureesoep is een soep die wordt gebonden door een puree (moes) van bepaalde ingrediënten, die tevens de smaak aan de soep geven. Deze puree ontstaat door de soep te mixen wanneer alle ingrediënten gaar zijn. 

## Soorten
Naargelang de aard van het bindmiddel dat is gebruikt, onderscheidt men drie soorten:
- Parmentiersoep (aardappelen), bijvoorbeeld juliennesoep, wortelsoep, tomatensoep, kervelsoep.
- Peulvruchtensoep (peulvruchten), bijvoorbeeld erwtensoep, wittebonensoep.
- Garburesoep (wit broodkruim en groentepuree), bijvoorbeeld uiensoep, bloemkoolsoep.